# Романов, Владимир Васильевич
Романов Владимир Васильевич (1 августа 1943 c. Удмурт-Ташлы — 6 сентября 1989 Ижевск) — советский удмуртский поэт, переводчик. Член Союза писателей СССР. Лауреат премии Комсомола Удмуртии (1976), Государственной премии УАССР (1991, посмертно).

## Биография
Владимир Романов родился 1 августа 1943 года в селе Удмурт-Ташлы Бавлинского района Татарстана в семье чуваша и удмуртки. В 1964 году окончил историко-филологический факультет Удмуртского государственного педагогического института. В студенческие годы Владимир Романов публиковался в республиканских газетах и журнале «Молот», выступал по Удмуртскому телевидению и радио. Первый сборник стихов «Мынам тулысэ» («Моя весна») вышел в 1967 году в издательстве «Удмуртия». В 1968 году вышел его сборник для детей «Тыметын шунды уя» («Солнце плавает в пруду»). Затем последовали «Шундыез сайкато барабанщикъес» («Солнце будят барабанщики»), «Луд кеч салам» («Привет от зайчика») и др.
После служил в рядах Советской Армии, работал учителем в школе. С 1968 по 1974 год — заведующий отделом пионерской газеты «Дась лу!» («Будь готов!»). Работал литературным консультантом, ответственным секретарём, заместителем председателя правления Союза писателей Удмуртской АССР. Вышли сборники «Покчи гужем» («Бабье лето», 1975), «Йырберыктон турын» («Приворотная трава», 1987). В 1976 году за книгу стихов «Покчи гужем» («Бабье лето») поэту присуждена премия Комсомола Удмуртии.
Владимир Романов — участник V Всесоюзного совещания молодых писателей в Москве, IV Всесоюзного фестиваля молодых поэтов в Горьком и V Всесоюзного фестиваля молодых поэтов в Ереване. Принимал участие в работе зонального совещания по детской литературе в Перми и Всероссийского совещания по детской литературе в Астрахани. Перевёл на удмуртский язык произведения А. Пушкина, В. Маяковского, Пабло Неруды, стихи многих советских поэтов.
В 1985 году в издательстве «Современник» вышла книга «Гуслей звонкая струна».
Член Союза писателей СССР с 1975 года. Лауреат Государственной премии УАССР. Произведения Владимира Васильевича Романова переведены на многие языки народов РФ и стран ближнего зарубежья.
Умер от сердечного приступа 6 сентября 1989 года.

## Цитаты
Образ родного края и образ родного народа, а также особенности его национального быта по черточкам воссозданы в стихах В. Романова, посвященных трудному военному детству лирического героя, душа которого богата и собственным опытом, и опытом его отцов. Не случайно тема войны, солдатская тема, сливаясь с темой связи поколений, рождают сюжетную линию: дед—отец—сын. Поэт и его герой размышляют о мире, о гражданской и Великой Отечественной войнах, о сложности бытия, о поэзии, пронизывающие самые обыденные, на первый взгляд, предметы и явления.
— Зоя Богомолова

Многого я тогда и не понимал, но слова его запомнил. Так же, как и запомнил его поэтические уроки, ставшие для меня более ценными, чем сентенции многих именитых профессоров от литературы, позднее встреченных мною в разных городах и нашей страны, и за ее пределами. Владимир Романов был прирожденным литературным наставником. Ведь то, о чем он говорил, было настоящей жизнью большого Поэта. Он передавал то, что сам чувствовал буквально кожей — природно.
— Вячеслав Ар-Серги

## Память
- К 75-летию со дня рождения удмуртского поэта Владимира Романова в Центре национальной и краеведческой литературы и библиографии НБ УР открылась книжная выставка «„Тол ортчоз но ожо ӝужалоз…“ („Зима пройдет, и прорастет трава…“)»[4].